# Iuhina de clatell roig
La iuhina de clatell roig (Yuhina occipitalis) és un ocell de la família dels zosteròpids (Zosteropidae).

## Hàbitat i distribució
Viu entre la malesa del bosc humid al nord-est de l'Índia des de l'oest de Nepal cap a l'est fins Arunachal Pradesh, sud-est del Tibet, nord-est de Myanmar i sud-oest de la Xina, al nord-oest i sud de Yunnan